# Patricia Watson-Miller
Patricia Watson-Miller geb. Schek (* 20. Juli 1965 in Wangen im Allgäu) ist eine britische Motorrad-Rallye-Raid-Fahrerin, die in Deutschland geboren und aufgewachsen ist. Sie gewann dreimal die Damenwertung der Rallye Dakar.

## Biographie
Patricia Watson-Miller ist die Tochter des erfolgreichen Motorrad-Enduro-Rennfahrers Herbert Schek, der Deutscher Meister, Europameister und Weltmeister wurde und 15 Mal an der Rallye Dakar teilnahm. Sie studierte Wirtschaftsinformatik an der Fachhochschule Konstanz und ist Diplom-Informatikerin. Heute lebt sie in London und arbeitet als Business Managerin bei der Portigon AG, der Nachfolgeorganisation der WestLB.

## Erfolge
Watson-Miller startete 1988 zum ersten Mal bei der Rallye Paris–Dakar, musste aber aufgeben. 1990 und 1991 gelang es ihr, auf einer vom Vater Herbert Schek aufgebauten Schek-BMW die Damenwertung der Rallye zu gewinnen. 1992 wurde sie auf einer Suzuki DR 350 Zweite – hinter der damaligen Privatfahrerin Jutta Kleinschmidt auf einer BMW R 100 GS. 2005 errang Watson-Miller den Titel des Ladies World Champion bei der Cross-Country-Rally-Weltmeisterschaft. 2006 startete sie noch einmal bei der Rallye Dakar auf einer KTM EXC 525. Sie stürzte schwer, konnte die Rallye trotzdem als 67. beenden und gewann zum dritten Mal die Damenwertung. 2008 startete Watson-Miller bei der Transorientale Rally von St. Petersburg nach Peking und beendete diese als 19. Die Transorientale war in 2008 Ersatz für die Rallye Dakar, die in diesem Jahr wegen Terrorwarnungen abgesagt wurde.